# Fractura (medicina)
La fractura és una solució de continuïtat del teixit ossi amb una extensió i direcció determinada que es denomina traç de fractura.
No obstant això, la lesió aïllada de l'os per traumatisme és excepcional, pel traumatisme o pel desplaçament dels fragments ossis, sempre hi ha lesió de parts toves (músculs, tendons, vasos, etc.) per contusió o estrip, pel mateix traumatisme o pel desplaçament dels fragments. S'utilitza el terme de focus de fractura per al conjunt de la lesió òssia i de les parts blanes veïnes. La lesió de les parts blanes té gran importància en el pronòstic de les fractures. La curació de les fractures depèn de l'estat vascular dels fragments ossis a través dels vasos que penetren en la inserció de les parts blanes. D'altra banda, la lesió de les parts toves pot provocar trastorns funcionals fins i tot més importants que la lesió òssia. En el tractament de les fractures ha de prestar-se tanta atenció a les parts toves com a l'os. En les fractures són possibles nombroses i greus complicacions locals regionals i generals: entre estes últimes el xoc hipovolèmic, tromboembolisme i l'embòlia grassa.

## Mecanismes de producció
De vegades l'os pot trencar-se per una debilitat secundària a una patologia prèvia (tumoral, infecciosa, isquèmica o degenerativa), en aquest cas es denomina fractura patològica i solen produir-se quasi espontàniament, després de traumatismes o esforços mínims. Altres vegades l'os pot trencar-se de forma lenta per un esforç mantingut, especialment en la pràctica esportiva, són les anomenades fractures per fatiga o d'estrès.
Excepte en estos casos, la fractura es produïx per forces traumàtiques intenses que actuen sobre l'os de forma instantània, superant la seua resistència.
Quan l'os rep un fort impacte localitzat, es provoca la fractura en el punt on incidix l'agent traumàtic, es tracta llavors d'una fractura per mecanisme directe. Si la força traumàtica és moderada sol produir-se un traç de fractura simple, però si és de gran intensitat poden produir-se traços de fractura molt complexos.
Sol acompanyar-se d'important lesió de parts toves esclafades entre l'agent traumàtic i l'os, a vegades àmplia ferida que posa en contacte el focus de fractura amb el medi ambient, convertint-se en una fractura oberta, la gravetat del qual s'exposarà més avant. Una de les fractures més greus per mecanisme directe és la produïda per arma de foc: l'efecte explosiu produïx una greu lesió en les parts toves i, en l'os, un verdader esclat formant-se xicotets fragments que són impulsats com a vertaders projectils, ampliant enormement la lesió de les parts toves.
Altres vegades, el traumatisme transmet a l'os una força deformen-te de compressió, flexió, cisallament o torsió, que al seu torn es transformen en forces interna de tensió, compressió o cisallament i l'os es trenca en els punts on es concentren estes forces: zones on és més prim, on canvia de direcció en el seu eix principal, o hi ha un canvi de la seua estructura interna. La fractura, sol produir-se on es concentren les forces internes de tensió que són les que menys resisteix l'os, es produïx en lloc allunyat del punt d'aplicació de la força traumàtica i es denominen fractures per mecanisme indirecte. En estes fractures les lesions de parts blanes són menors i provocades fonamentalment pel desplaçament dels fragments ossis. En aquest sentit, solen ser menys greus que les fractures produïdes per mecanisme directe.

## Manifestacions clíniques
Totes les fractures traumàtiques, en major o menor grau, presenten com a símptomes clínics dolor i impotència funcional.
El dolor és molt intens en el moment de produir-se la fractura, cedint parcialment en les següents hores, augmenta amb la mobilització i cedix en gran part si se immobilitza el segment lesionat. Varia en intensitat segons el traç de fractura i la seua localització. Fractures impactades o dels xicotets ossos de la mà i el peu poden donar molèsties doloroses discretes. Les fractures diafisàries tant les completes com les incompletes són sempre molt doloroses, mentre que les epifisàries i metafisàries són millor tolerades.
La limitació funcional té relació directa amb el desplaçament de la fractura. En les fractures molt desplaçades hi ha una impotència funcional quasi completa per la interrupció de la palanca òssia. En les fractures incompletes i impactades tan sols hi ha una limitació funcional deguda al dolor i l'espasme muscular antiàlgic, o fins i tot no hi ha.
Els signes clínics de les fractures són: dolor provocat, equimosi, deformitat, mobilitat anòmala i crepitació. Tenen extraordinària variació en funció de la magnitud de la fractura, el desplaçament i la seua localització més o menys profunda.
La palpació provoca dolor a nivell del focus de fractura permetent la seua localització.
En les fractures no desplaçades per mecanisme directe, més valor té el dolor provocat al sotmetre a l'os a una suau força d'inflexió o una compressió axial percudint en direcció longitudinal, ja que el simple dolor a la palpació pot correspondre a la lesió d'una altra estructura no òssia.
L'equimosi pot tindre el seu origen en la lesió de la pell per l'agent traumàtic en les fractures per mecanisme directe, sent d'aparició quasi instantània. Altres vegades, l'equimosi no és més que la infiltració de la pell per la sang procedent de l'hemorràgia òssia o de les parts blanes profundes perifractuàries. En aquest cas és un signe clínic més o menys tardà depenent de l'oposició mecànica que tinga la sang per a difondre's. Si la fractura és en un os superficial apareix en poques hores; si és un os profund pot tardar 4 o 5 dies a aparèixer.
La deformitat és deguda en part a la tumefacció local per l'hematoma i l'edema, però la principal causa de deformitat és la desviació dels fragments ossis. El desplaçament en part és provocat pel traumatisme, o l'acció de la gravetat sobre els extrems dista'ls a la fractura, però el més important és l'acció dels músculs sobre els fragments ossis. El mateix to muscular o la contractura antiàlgic que arrossega el fragment ossi sobre el qual s'inserix, per la qual cosa cada nivell de fractura té un desplaçament típic.
La mobilitat anòmala del segment ossi fracturat és un signe inequívoc de fractura que posa de manifest no sols que la fractura és completa i greu, sinó que a més gaudix d'important inestabilitat. És un signe clínic que ha d'arreplegar-se però no provocar-se, ja que mobilitzant el focus de fractura pot augmentar-se el desplaçament i ampliar la lesió de les parts blanes.
La crepitació no és més que la conseqüència del fregament dels extrems fractuàris en el seu desplaçament. Per les mateixes que la mobilitat anòmala ha d'arreplegar-se però mai provocar-se.

### Complicacions

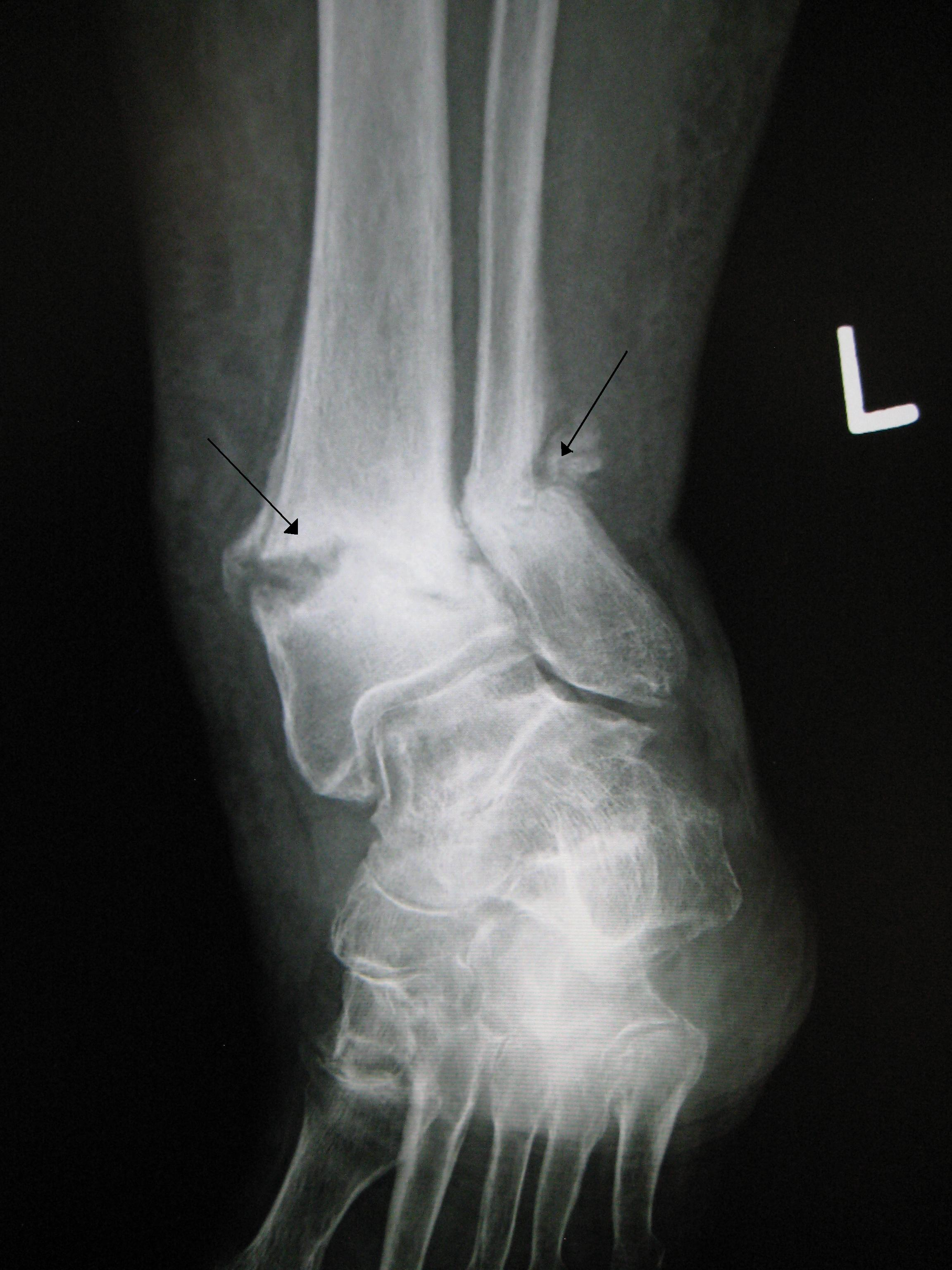
Una fractura antiga amb pseudartrosi dels fragments de la fractura

Algunes fractures poden provocar complicacions greus, inclosa una afecció coneguda com a síndrome compartimental. Si no es tracta, eventualment, la síndrome compartimental pot requerir l'amputació de l'extremitat afectada. Altres complicacions poden incloure la pseudartrosi, on l'os fracturat no es cura, o ho fa de forma deformada. Una forma de mala unió és la mala rotació d'un os, que és especialment freqüent després de fractures de fémur i tíbia.
Les complicacions de les fractures es poden classificar en tres grans grups, depenent del moment en què es produeixin. Aquestes són les següents:
1. Complicacions immediates: es produeixen en el moment de la fractura.
2. Complicacions inicials: es produeixen en els primers dies després de la fractura.
3. Complicacions tardanes: es produeixen molt de temps després de la fractura.

| Immediat | Inicial | Tardà |
| --- | --- | --- |
| Sistèmic - Xoc hipovolèmic                                                                                      | Sistèmic - Xoc hipovolèmic - Síndrome de l'embòlia grassa. - Trombosi venosa profunda - Tromboembolisme pulmonar (TEP) - Febre asèptica traumàtica - Sèpsia (en fractura oberta) - Formant part de: - Síndrome del destret respiratori agut (SDRA) - Traumatisme per aixafament | Unió imperfecta de la fractura - Unió retardada - Sense unió - Unió defectuosa                                                                              |
| Local - Lesions als grans vasos - Lesió de músculs i tendons - Lesió a les articulacions - Lesió a les vísceres | Local - Infecció - Síndrome compartimental | Altres - Necrosi avascular - Escurçament - Rigidesa articular - Distròfia de Sudeck - Contractura isquèmica - Osteomielitis - Miositis ossificant - Artrosi |

## Classificació de les fractures
La gravetat d'una fractura depèn de múltiples factors: lesió de parts toves, complexitat del traç de fractura i les dificultats que puguen trobar-se per a la reducció i immobilització necessàries per a la seua curació.
Són lesions ben distintes una simple fissura òssia i una fractura multifragmentària provocada per arma de foc. El simple diagnòstic de "fractura" no és suficient per a conèixer la gravetat de la lesió, han d'afegir-se altres termes, uns qualificatius que donen la màxima informació possible. La classificació de les fractures no és un aspecte purament acadèmic, té un sentit pràctic mèdic a l'hora d'aportar dades que completen el diagnòstic de la fractura, informant-nos del pronòstic i de les dificultats terapèutiques. La distinció entre fractures per mecanisme directe i indirecte ja és una forma de classificar les fractures.

### Classificació segons la relació del focus de fractura amb l'exterior

#### Fractures tancades
Són fractures tancades quan el focus de fractura no hi ha establert contacte amb l'exterior, perquè es conserva la continuïtat de la pell o algun pla muscular o fascial que aïlla el focus de fractura.

#### Fractures obertes
Quan la lesió de parts toves és oberta i comunica el focus de fractura amb el medi ambient parlem de fractura oberta. Si es produïx una ferida que no arriba al focus de fractura no ha de considerar-se com una fractura oberta, tan sols una simple ferida sobre una fractura tancada. La fractura oberta té molt pitjor pronòstic per la contaminació i possibilitat d'una temible osteomielitis i perquè es produïxen per mecanismes molt violents i l'estrip de parts blanes sol ser major.
L'obertura de la pell i la resta de teixits blans pot ser produïda pel mateix agent traumàtic que va fracturar l'os, llavors es denomina "fractura oberta de fora a dins". Altres vegades els fragments ossis en el seu desplaçament perforen totes les cobertes blanes fins a la pell, es tracta llavors d'una "fractura oberta de dins a fora ", la lesió de parts blanes en este cas és de menor magnitud, el grau de contaminació inferior i el pronòstic millor.
Segons l'extensió de la lesió les fractures obertes es classifiquen en 3 tipus (segons Gustilo):
- Tipus I: La ferida de la pell és menor d'1 cm, quasi sempre produïda pel desplaçament d'un fragment. És pròpia dels ossos subcutanis i té poca incidència en el pronòstic de les fractures.
- Tipus II: La ferida és major d'1 cm, però sense danys extensos de les parts blanes.

Es pot produir per desplaçament dels fragments en una fractura per mecanisme indirecte, però en la majoria dels casos és per mecanisme directe. El grau de contaminació sol ser molt alt.
- Tipus III: La lesió de la pell és alta amb greus lesions musculocutànies amb pèrdua de substància (Tipus IIIA), a vegades hi ha pèrdua de teixit ossi (Tipus IIIB) i en casos més greus importants lesions vasculars i nervioses que comprometen la viabilitat del membre (Tipus IIIC). La infecció és molt freqüent per la greu atrició muscular. El tractament és sempre molt complex.

### Classificació segons els desplaçaments
Es consideren fractures no desplaçades quan els fragments ossis no han perdut la seua normal relació i es conserva la morfologia de l'os. Si hi ha desplaçament dels fragments, són fractures desplaçades.
El desplaçament dels fragments es produïx per l'energia cinètica comunicada pel traumatisme i per l'acció dels músculs que s'inserixen en els distints fragments. És un factor de gravetat, perquè obeïx a una gran violència traumàtica amb important lesió de parts blanes i per la major complexitat del tractament.
No tots els desplaçaments tenen la mateixa importància, quan s'avaluen és necessari precisar el tipus de desplaçament i la seua magnitud. En els ossos diafisaris, l'angulació, el desplaçament lateral i la disrotació, són els desplaçaments més habituals. L'angulació i disrotació es mesuren en graus, i en el cas d'angulació ha d'especificar-se el pla en què s'ha produït. El desplaçament lateral es mesura segons el grau de perduda d'alineació dels fragments expressat en tant per cent (fins al 100% per al desplaçament complet quan un fragment se situa al costat de l'altre). Quan el desplaçament lateral és complet, l'acció dels músculs pot portar a l'encavalcament dels fragments amb perduda de longitud de l'os, que ha de mesurar-se en centímetres. Quan es tracta d'epífisi, si la fractura afecta la superfície articular, és important la separació dels fragments així com el grau d'afonament per compactació de les trabècules òssies, en ambdós casos es mesura en mil·límetres.
És possible que el desplaçament siga a la impactació dels fragments, denominant-se llavors fractures impactades.

### Classificació segons l'estabilitat
Clàssicament es consideren fractures estables aquelles inicialment no desplaçades o aquelles desplaçades que després de la reducció per mètodes no quirúrgics es mantenen ben alineades, almenys en repòs.
Són fractures inestables les desplaçades que després de la reducció tendeixen a desplaçar-se per la força de la gravetat, per l'elasticitat de les parts blanes i sobretot per l'acció dels músculs que s'inserixen en els distints fragments.
El terme d'estabilitat fa referència a la possibilitat de mantenir els fragments ossis reduïts amb el mètode terapèutic empleat. El concepte d'estabilitat clàssic es referix al tractament no quirúrgic de les fractures, en el tractament quirúrgic, el concepte d'estabilitat està en relació amb la possibilitat d'una fixació interna amb bon contacte dels fragments, que permeta una funció completa del membre.
Per exemple, una fractura diafisària transversa és molt inestable per al tractament amb algeps, però estables per al tractament quirúrgic.
La inestabilitat és un factor de gravetat perquè és pròpia dels traços de fractura complexos i important lesió de parts blanes, amb grans dificultats per a aconseguir la immobilització necessària per a la seua curació.

### Classificació segons la morfologia del traç de fractura
És la més utilitzada per la informació que aporta respecte al mecanisme de producció, dificultats terapèutiques i pronòstic.
Tota força externa que actua sobre l'os es descompon en forces internes que són responsables finals de l'inici i la progressió del traç de fractura. Cada tipus de força externa (contusió, compressió, flexió o rotació) produïx una distribució particular de forces internes (estrès) i traços distints, de tal forma que pel traç de fractura podem identificar el mecanisme de producció i deduir la violència del traumatisme. D'altra banda, cada traç de fractura presenta distintes dificultats per a la seua immobilització. Quant al seu pronòstic, el traç de fractura també influïx en la consolidació, a major superfície de traç de fractura, major facilitat perquè s'establisquen ponts ossis durant la consolidació.
Segons el traç de fractures es consideren dos grans grups: les fractures completes i les fractures incompletes. Fractures completes són aquelles que el traç de fractura afecta tot un pla de l'os, formant-se dos o més fragments entre els que és possible el desplaçament. Les fractures incompletes afecten només parcialment un pla de l'os, no hi ha fragments, encara que l'os pot quedar deformat.

#### Fractures completes

##### Fractures transverses
Tenen el seu traç transvers a l'eix major de l'os. És una fractura produïda per una força de cisallament per mecanisme directe.
Són fàcils d'estabilitzar per a l'escurçament, si s'aconseguix un bon engranatge dels fragments. No obstant això són difícils de controlar les desviacions angulars.
Són fractures de consolidació lenta per ser fractures de mecanisme directe i sobre tot perquè hi ha poca superfície de contacte entre els fragments.
Hi ha un tipus de fractura transversa especial que es produïx per forces de rotació o d'inflexió, són les anomenades "fractures en rave", denominades així perquè recorden al traç de fractura que s'obté al trencar un rave. És una fractura que assenta sempre en os patològic (ex.: malaltia de Paget), i el fet que el traç de fractura tinga esta morfologia és degut al fet que l'estructura de l'os és massissa, semblant a una vareta de ferro colat, més dèbil a les forces internes de cisallament que poden originar qualsevol tipus de força externa.

##### Fractures transverses delimitant un tercer fragment
Denominades també fractures en ala de papallona per la morfologia del tercer fragment. Són produïdes per un mecanisme d'inflexió quan actuen dos forces del mateix sentit en ambdós extrems de l'os tenint este un punt de suport en el centre; o bé una sola força que actua en la porció central de l'os tenint este un doble punt e suport en ambdós extrems. En el primer cas seria un mecanisme indirecte i en el segon un mecanisme directe.
Són difícils d'estabilitzar, però consoliden millor que les transverses, en ser el traç de fractura més extens i el mecanisme de producció en molts casos indirecte.

##### Fractures obliqües
El traç és oblic a l'eix major de l'os. Es produïxen també per un esforç d'inflexió, però en este cas és una força externa que actua sobre un extrem de l'os, estant l'altre fix.
Són fractures sense grans problemes per a la consolidació per ser per mecanisme indirecte i la superfície de contacte àmplia entre els fragments ossis. El principal problema que plantegen és controlar l'escurçament entre els fragments que tendeixen a lliscar entre si.

##### Fractures espiroides
Pròpies de l'os diafisari, tenen un traç oblic però descrivint una espiral en la cortical que es completa amb un xicotet traç transvers en ambdós extrems.
Són per mecanisme indirecte de torsió amb poca lesió de parts blanes i sempre queden penjolls periòstics o musculars que eviten els desplaçaments laterals, a més de garantir un bon aportació vascular per a la consolidació.
La gran extensió del traç de fractura facilita la formació del pont periòstic perifèric que permet una ràpida consolidació. Són fractures fàcils d'estabilitzar, mantenint una rotació en sentit invers al mecanisme de producció, per la qual cosa han de considerar-se fractures de molt bon pronòstic.

##### Fractures comminutes

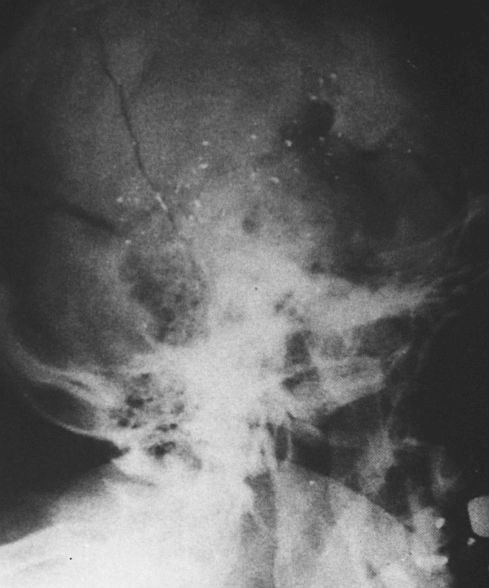
Radiografia d'un esclat cranial per impacte de projectil

Anomenades també fractures polifragmentàries o multifragmentàries, posseïxen múltiples fragments, originades per traumatismes molt violents, bé per colps directes o bé per compressions axials.
Quan hi ha un nombre curt de fragments de grandària substancial, es parla de fractures de tres, quatre, cinc o sis fragments. El terme de multifragmentària o comminuta es reserva a les fractures amb fragments més nombrosos i de molt desigual grandària.
Quan a més d'això el desplaçament dels fragments és molt important se utilitza el terme de fractura per esclat.
Són les fractures més greus considerant només el traç de fractura. La seua reducció és sempre complexa i imperfecta, la seua estabilització és difícil al no poder comptar amb un bon engranatge dels fragments i les lesions de les parts blanes són de gran intensitat.

##### Fractures per arrencament
En realitat són fractures de tipus transvers, no obstant té suficient personalitat per a concedir-los un apartat propi.
Són pròpies de l'os esponjós (epífisi d'ossos curts) per mecanisme indirecte; una tracció violenta de les estructures lligamentoses o tendinoses que s'inserixen en una porció òssia, especialment si de tracta d'insercions de músculs molt potents.
El traç de fractura sol ser de traç simple, la qual cosa unit al fet d'assentar en os esponjós, de fàcil consolidació porta a pensar que són de molt bon pronòstic, no obstant això, no els manquen dificultats; el fragment que queda solidaritzat a la part blana on es va efectuar la tracció és tirat per l'elasticitat o la capacitat contràctil de l'esmentada estructura, sent molt difícil mantenir la reducció sense una fixació quirúrgica.

##### Fractures longitudinals o verticals
Tenen un traç de fractura en l'eix major de l'os. Són excepcionals en os diafisari, solen localitzar-se en ossos plans (escàpula, pelvis), provocats per mecanisme directe, o en les epífisis en forma de fractura intraarticular, provocada per una compressió axial que es traduïx en forces de cisallament. Per ser generalment poc desplaçades, assentar en os esponjós i ser de traç llarg, consoliden amb facilitat.

#### Fractures incompletes
Qualsevol dels traços de fractura transversa, oblic, espiroide o longitudinal que no abast tota l'extensió en un dels plans d'os s'ha de considerar com fractura incompleta, també denominada fissura.
Obeïxen als mateixos mecanismes que les fractures completes simples, però en este cas l'energia comunicada s'ha esgotat abans de completar-se el traç de fractura.
Són fractures benignes, la reducció no es planteja, la immobilització està garantida per la continuïtat parcial de l'os i el focus de fractura està lògicament ben irrigat.
Altres tipus de fractures incompletes són: les fractures en tija verda i en rodet, pròpies dels xiquets i les fractures per xafada pròpia del teixit esponjós.

##### Fractures de canya verda
Són fractures pròpies dels ossos llargs del xiquet per les característiques estructurals i mecàniques de l'os durant el creixement.
S'anomenen fractures en tija verda perquè la seua morfologia s'assembla a la ruptura d'un tija vegetal verda per inflexió, en el qual es trenca la corfa verda d'un costat i el nucli llenyós, quedant íntegra la corfa verda en l'altre costat per molt que augmente la inflexió, només amb una inflexió de direcció contrària completarem la ruptura.
L'os diafisari en creixement té un gros periosti de gran elasticitat, que suporta molt bé les forces de compressió. En una diàfisi d'un xiquet, al produir-se una inflexió es concentren forces de tracció en el costat de la convexitat i forces de compressió en la concavitat. Les forces de tracció són mal resistides pel periosti i cortical i es produïx la ruptura, en la concavitat, les forces de compressió provoquen fonamentalment una deformitat plàstica de l'os i el periosti de la concavitat queda íntegre. Potser una inflexió molt violenta trenque les dues corticals però el periosti sempre quedarà íntegre en la concavitat. Per ser fractures del xiquet i incompletes, la consolidació és fàcil i ràpida, però el periosti íntegre posteriorment es retrau i torna a desplaçar la fractura. Per això, encara que parega paradoxal, la seua reducció exigix primer completar la fractura per mitjà de mecanisme d'inflexió de direcció oposada a la que va produir la fractura.

##### Fractura en rodet
Es tracta d'una deformitat plàstica de l'os en creixement per un mecanisme indirecte que transmet forces de compressió en l'eix longitudinal d'un os llarg. És pròpia de la zona metafisària, típica de l'extremitat distal del radi al caure recolzant el taló de la mà. El seu nom es fractura en rodet o en canya de bambú ve donat perquè la deformitat plàstica disminuïx de forma inapreciable la longitud de l'os i ho eixampla en la zona de la lesió, dibuixant un rodet que recorda el nuc d'una canya de bambú. Curen amb facilitat i només requerixen una immobilització analgèsica d'escassos dies.

##### Fractura per aixafament o compressió
Són pròpies de l'os esponjós produït per forces de compressió. Són típiques en els cossos vertebrals especialment en situacions d'osteoporosi.
Són fractures que recorren tota la grossària de l'os en direcció paral·lela a la força compressiva, quedant les trabècules trencades superposades. El traç de fractura no se presenta com és habitual per una línia radiotranslúcida, sinó per una zona radiopaca.
A vegades, quan es tracta d'un os osteoporòtic, les trabècules no fallen en un sol pla sinó pràcticament tot el volum de l'os, llavors tan sols crida l'atenció a l'estudi radiològic una alteració de la configuració de l'os per la seua xafada estructural.
No és una fractura amb problemes de consolidació o estabilització, però planteja problemes per a tornar la morfologia a l'os.

### Classificació segons la seua localització
Esta classificació fa referència als ossos llargs, que per estar constituïts en part per os cortical i en part per os esponjós, els problemes són diferents segons on es localitza el traç de fractura. Es distingix: fractures diafisàries, metafisàries i epifisàrias.

#### Fractures diafisàries
Plantegen més problemes de reducció i estabilització perquè el músculs que s'inserixen en els distints fragments actuen amb llargs braços de palanca. Per assentar en os compacte són de consolidació lenta. Els desplaçaments solen ser majors amb major índex de fractures obertes i les complicacions de lesions vasculars i nervioses són més freqüents que en altres localitzacions.

#### Fractures epifisàries
Són més benignes que les anteriors quant a les complicacions immediates i la seua consolidació és fàcil a l'assentar en os esponjós. No obstant això, per ser fractures paraarticulars o articulars (el traç trenca la superfície articular) són freqüents les seqüeles articulares (rigideses, artrosi posttraumàtica, desviacions axials, etc.) que han d'obligar a ser molt més estrictes en la reducció i les mesures de rehabilitació.

#### Fractures metafisàries
Tenint en compte que la metàfisi és un os de transició entre l'estructura esponjosa de l'epífisi i l'estructura cortical de la diàfisi, estan a mitjan camí quant als avantatges i desavantatges de les dues anteriors.

## Exploració radiogràfica
Algunes fractures són evidents amb radiografies mal centrades i de pobre contrast, però gran part d'elles, especialment fractures incompletes, articulares o d'estructures òssies profundes, tan sols són diagnosticades amb radiografies de bona qualitat, centrades en la lesió i amb projeccions adequades.
L'examen radiogràfic de les fractures requerix la mateixa qualitat que l'exigida en altres patologies òssies. No és excusa per a una radiografia de mala qualitat les molèsties que puguen produir-se al malalt, hi ha diversos tipus de fèrules radiotransparents que permeten immobilitzar provisionalment la fractura per a un bon estudi radiogràfic sense patiments per al malalt. El feix de raigs X, des del seu focus emissor, té una projecció divergent, i en incidir en la zona a explorar sobre la placa radiogràfica situada, ho fa perpendicularment en la porció més central i cada vegada més obliqua conforme ens allunyem del centre. Mentre en la zona central la imatge obtinguda i reproduïx fidelment la morfologia de l'os, en les zones més perifèriques la imatge és menys precisa i discretament distorsionada. Per un altre costat, l'explorador quasi instintivament centra més la seua atenció a les zones centrals de la radiografia. La radiografia ha de centrar-se en el lloc de sospita clínica de fractura.
En les fractures no desplaçades, una sola projecció radiogràfica pot ser negativa si el feix de rajos X no és paral·lel al pla del traç de fractura, només amb dos projeccions tindrem la garantia que en alguna d'elles el feix serà paral·lel o oblic al dit pla i s'observa la línia radio-translúcida. En les fractures desplaçades una sola projecció radiogràfica pot ser suficient per al diagnòstic, però no ens donarà una informació completa de la seua magnitud i desplaçament. L'estudi radiogràfic és el final d'un diagnòstic però també el principi del tractament. No sols ha de confirmar la fractura, a més ha de donar la màxima informació: nombre de fragments, direcció i grau de desviació de cadascun, etc., tot el que és necessari al metge per a aconseguir un esquema mental tridimensional de la fractura i així planificar les maniobres de reducció, preveure les seues dificultats i establir un primer pronòstic. No es dubta a fer quantes projeccions siguen necessàries fins a conèixer les vertaderes dimensions de la fractura.
Les fractures diafisiàries per la seua aparatositat clínica de dolor i deformitat poden minimitzar els símptomes i signes clínics de fractures articulars que amb gran freqüència s'associen. De vegades són fractures articulares que formen part d'un mateix fracàs esquelètic a una força traumàtica, tal és el cas de la combinació de la luxació de cap del radi a la fractura de cúbit en la fractura-luxació de Monteggia. En altres ocasions una mateixa força axial comunicada a un os llarg produïx una fractura diafisiària i una fractura epifisiària o una luxació, com ocorre en el fèmur. Per a evitar omissions diagnòstiques, en tota fractura diafisiària greu inclou l'estudi radiogràfic de les articulacions veïnes, en un mateix format o en radiografies independents.
Són múltiples les imatges radiogràfiques que poden confondre's amb una fractura: cartílags de creixement, empremtes de penetració vascular òssia, etc. L'estudi radiogràfic comparatiu de dos zones anatòmiques simètriques és en aquests casos de gran utilitat. Encara complint tots els requisits d'un estudi radiogràfic ben fet, poden passar desapercebudes fractures sense desplaçament (cas freqüent és l'escafoide) o poden interpretar-se com a fractures imatges normals. Sempre té més valor la clínica que la radiografia. Imatges de fractura si no s'acompanyen de símptomes o signes clínics, el més probable és que no ho sigui. Una sospita clínica de fractura sense confirmació radiogràfica molt possiblement ho és. En este últims cas es tracta com a tal fins que un nou estudi radiogràfic als 15 dies la descarte o bé la demostre al produir-se en eixe temps una discreta reabsorció dels extrems ossis, augmentant la línia radiolucent de la fractura, sent llavors més fàcil el diagnòstic radiogràfic.
Certs segments ossis, ossos curts, pelvis i raquis, poden presentar dificultats per a fer una bona valoració de la fractura amb un estudi radiogràfic simple.
La tomografia computada (TC) pot ser necessària en estos casos per a la valoració final, especialment quan cal decidir una indicació o una estratègia quirúrgica.

## Tractament
Consisteix a aproximar els fragments i fixar-los prop perquè es curi la fractura, formant-se os nou entre els fragments.
El tractament de les fractures òssies es classifica per a grans trets com a quirúrgic o conservador, aquest últim es refereix bàsicament a qualsevol procediment no quirúrgic, com ara el tractament del dolor, la immobilització o una altra estabilització no quirúrgica. Una classificació similar és el tractament obert versus tancat, en què el tractament obert es refereix a qualsevol tractament en què el lloc de la fractura s'obre quirúrgicament, independentment de si la fractura és una fractura oberta o tancada.